# Heinz Seeliger
Heinz Paul Richard Seeliger (* 1. November 1920 in Warmbrunn; † 10. April 1997 in Würzburg) war ein deutscher Hygieniker, Bakteriologe und Mykologe. Er wirkte von 1965 bis 1989 als Professor und Direktor des Instituts für Hygiene und Mikrobiologie der Universität Würzburg, und beschäftigte sich insbesondere mit der Listeriose, der Diagnostik von bakteriellen Darmerkrankungen sowie der medizinischen Mykologie. In Anerkennung seines Wirkens wurde er unter anderem mit dem Bundesverdienstkreuz 1. Klasse ausgezeichnet und als korrespondierendes Mitglied in die Académie nationale de Médecine aufgenommen.

## Leben
Heinz Seeliger wurde 1920 in Bad Warmbrunn geboren und absolvierte während des Zweiten Weltkrieges ein Studium der Medizin an der Universität Breslau sowie an der Universität Leipzig, an der er es zunächst mit Notexamen und der Promotion zum Thema „Über leukämische Erscheinungen in Blut und Knochenmark bei Tumoren des hämatopoetischen Apparates“ abschloss. Die volle ärztliche Prüfung legte er 1947 in Frankfurt am Main ab. Von 1946 bis 1950 war er im Zentrallabor der US-Streitkräfte in Heidelberg zunächst als wissenschaftliche Hilfskraft und dann als Mitarbeiter, unter anderem in der bakteriologischen Lebensmittelüberprüfung, tätig und gewann so Zugang zur damals aktuellen hygienischen Fachliteratur. Ab 1948 befasste er sich intensiv mit den epidemiologischen Werken von Walther Kruse, dem „Altmeister der Ruhrforschung“.
1950 wurde er Assistent am Hygiene-Institut der Universität Bonn unter Hermann Eyer. Dort habilitierte er sich auch 1955 mit einer Arbeit über „Experimentelle Untersuchungen zur mykologischen Serodiagnostik“. Zu Beginn der 1960er Jahre wirkte er vor allem in Hamburg und arbeitete dort mit Ralf Rohde. Im Jahr 1963 wurde er zum Professor und Institutsdirektor für Hygiene und Mikrobiologie der Universität Würzburg berufen, an der er dann von 1965 bis 1989 tätig war. Er starb 1997 in Würzburg.

## Wissenschaftliches Wirken
Heinz P. R. Seeliger beschäftigte sich während seiner Zeit in Bonn zunächst mit der Epidemiologie und der Labordiagnostik der Bakterienruhr, insbesondere der Shiga-Kruse-Bakterienruhr in Europa, und mit der Differenzierung von Enterobakterien, insbesondere von Salmonellen, sowie mit der Diagnostik und Epidemiologie der Listeriose. 1951 beschrieb er am Bonner Universitätsinstitut für Hygiene die erste Erkrankung mit Listeriose bei einem Erwachsenen in Deutschland. Das von ihm betriebene Labor wurde dank der dort hergestellten Salmonella-Faktorenseren 1952 als Salmonella-Referenzlabor des Bundesgesundheitsamtes anerkannt. Nach seinem Wechsel nach Würzburg widmete er sich als Pionier auf diesem Gebiet vor allem der medizinischen Mykologie sowie der Taxonomie und Nomenklatur von Bakterien. Er gilt als Mitbegründer der serologischen Diagnostik im Bereich der Mykologie.
Von 1971 bis 1975 fungierte Heinz Seeliger als Vizepräsident der International Society for Human and Animal Mycology sowie von 1978 bis 1982 als Präsident der International Union of Microbiological Societies. Unter dem Titel 50 Jahre erlebte Mikrobiologie und Hygiene veröffentlichte er 1991 in den Würzburger medizinhistorischen Mitteilungen eine autobiografische Abhandlung.

## Auszeichnungen und Würdigung
Heinz Seeliger erhielt unter anderem 1975 die Ernst-Rodenwaldt-Medaille in Gold, 1985 die Johann-Lucas-Schönlein-Plakette der Deutschsprachigen Mykologischen Gesellschaft, 1991 die Ferdinand Cohn-Medaille der Deutschen Gesellschaft für Hygiene und Mikrobiologie und 1993 die Purkinje-Medaille in Gold der Medizinischen Fakultät der Universität Brno. Im Jahr 1989 wurde ihm das Bundesverdienstkreuz 1. Klasse verliehen.
Darüber hinaus war er korrespondierendes Mitglied der Pariser Académie nationale de Médecine sowie Ehrenmitglied verschiedener wissenschaftlicher Fachgesellschaften, darunter der Société Française de Microbiologie und der Société Française de Mycologie Médicale, der Deutschsprachigen Mykologischen Gesellschaft, der American Society for Microbiology sowie der International Society for Human and Animal Mycology. Von der Fachzeitschrift Mycoses wurde er zum Ehrenherausgeber ernannt.
Nach ihm benannt sind der Heinz P. R. Seeliger-Preis, der von der durch seine Witwe gegründeten Heinz P. R. Seeliger-Stiftung an herausragende Mikrobiologen aus den Bereichen der Listerioseforschung, der medizinischen Mykologie und der Forschung zu Darminfektionen verliehen wird, sowie die Art Listeria seeligeri aus der Gattung der Listerien.

## Veröffentlichungen (Auswahl)
- Mykologische Serodiagnostik. Leipzig 1958
- Entstehung und Verhütung von mikrobiellen Lebensmittelinfektionen und -vergiftungen. Paderborn 1971
- Serologie der Aspergillose. Reihe: Bewährte Methoden in der Mikrobiologie. Lfg. 12. Stuttgart 1975
- Chemotherapie von Oberflächen-, Organ- und Systemmykosen. Erlangen 1982
- Taschenbuch der medizinischen Bakteriologie: Unter Einbeziehung der Viren, Protozoen und Pilze. München und Baltimore 1978
- mit Therese Heymer: Diagnostik pathogener Pilze des Menschen und seiner Umwelt: Lehrbuch und Atlas. Stuttgart und New York 1981
- Medizinische Mikrobiologie: Labordiagnostik und Klinik. München und Baltimore 1990

## Weiterführende Veröffentlichungen
- Heinz P. R. Seeliger: 100 Jahre Lehrstuhl für Hygiene in Würzburg. In: Würzburger medizinhistorische Mitteilungen. Band 6, 1988, S. 129–138.
- Heinz P. R. Seeliger: 50 Jahre erlebte Mikrobiologie und Hygiene. In: Würzburger medizinhistorische Mitteilungen. Band 9, 1991, S. 207–216 (autobiografische Erinnerungen).